# Buxbaumia novae-zelandiae
Buxbaumia novae-zelandiae là một loài rêu trong họ Buxbaumiaceae. Loài này được Dixon mô tả khoa học đầu tiên năm 1929.